# Acta Chiropterologica
Acta Chiropterologica (viết tắt: Acta chiropterol.) là một tạp chí khoa học và công nghệ được xuất bản số đầu tiên vào năm 1999 bởi Bảo tàng và Viện Động vật học, Viện Hàn lâm Khoa học Ba Lan. Tạp chí là nơi xuất bản các nghiên cứu khoa học trong các lĩnh vực: Khoa học Nông nghiệp và Sinh học, Khoa học Động vật và Động vật học. Tạp chí xuất bản 2 số trong 1 năm và bằng tiếng Anh. Acta Chiropterologica được biết đến là một tạp chí chuyên nghiên cứu về Dơi được Thomson Reuters lập chỉ mục.

## Mã số xuất bản của Tạp chí
- ISSN: 1508-1109 (bản in)
- eISSN: 1733-5329 (bản điện tử)
- GICID: 71.0000.1500.4084
- DOI: 10.3161
- Nhà xuất bản: Bảo tàng và Viện Động vật học, Viện Hàn lâm Khoa học Ba Lan.

## Chỉ số ảnh hưởng của Tạp chí
- Chỉ số IF (Journal Impact Factor) năm 2019: 1.0[3]
- Chỉ số sự ảnh hưởng của từng bài báo (Article Influence) năm 2019: 0.355[3]
- Chỉ số SJR (Scimago Journal Rank) năm 2019: 0.509[3]
- Chỉ số SNIP (Source Normalized Impact per Paper) năm 2019: 0.908[3]
- Chỉ số Scopus CiteScore năm 2019: 2.4[3]
- Chỉ số H Index năm 2019: 36[4]
- Danh mục tạp chí SCIE năm 2019: Nhóm Q2[4]
- Acta Chiropterologica được lập chỉ mục dữ liệu khoa học tạp chí ở: ICI Journals Master List/ICI World of Journals, Scopus, Worldcat, BIOSIS Preview/BIOSIS, ISI Web of Science (WoS), Zoological Record, PBN/POL-Index, AGRO, Biological Abstracts, Google Scholar[5].

## Ban biên tập của Tạp chí[6]
- Tổng biên tập: WIESŁAW BOGDANOWICZ
- Trợ lí biên tập: RICK A. ADAMS; BURTON LIM; SÉBASTIEN PUECHMAILLE và M. CORRIE SCHOEMAN
- Quản lí biên tập viên: RENATA BRYK-KABAŁA